# Scandalo Fritsch-Blomberg

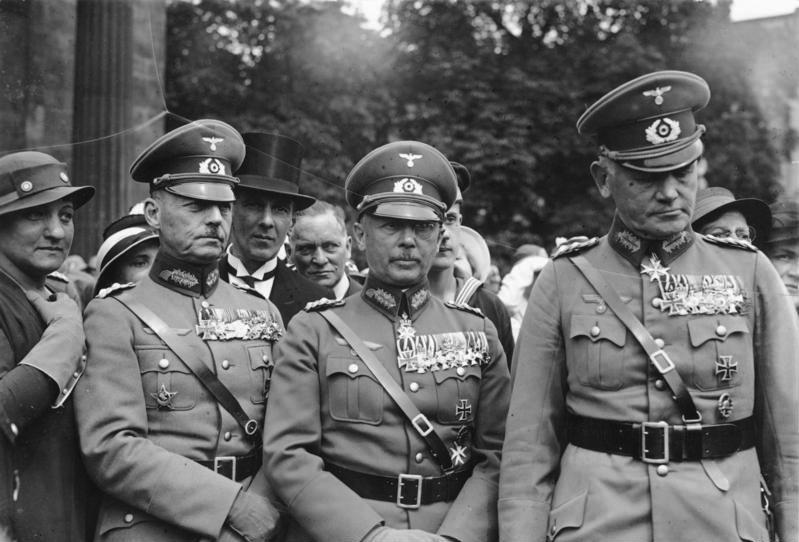
Da sinistra: Gerd von Rundstedt, Werner von Fritsch e Werner von Blomberg

Lo scandalo Fritsch-Blomberg (in tedesco Blomberg-Fritsch-Krise) è il nome collettivo con cui sono noti due scandali correlati all'inizio del 1938 che portarono alla sottomissione delle forze armate tedesche (Wehrmacht) al dittatore Adolf Hitler. Come documentato nel Memorandum di Hossbach, Hitler era insoddisfatto dei due ufficiali militari di alto rango interessati, Werner von Blomberg e Werner von Fritsch, considerandoli troppo titubanti con i preparativi di guerra richiesti. Di conseguenza, vennero usati uno scandalo matrimoniale e un'accusa fabbricata di omosessualità per rimuovere rispettivamente Blomberg e Fritsch.

## Il matrimonio Blomberg
L'affare Blomberg-Fritsch iniziò subito dopo il matrimonio, il 12 gennaio 1938, del ministro della Guerra Werner von Blomberg con Erna Gruhn, quando la polizia di Berlino scoprì che la donna aveva una lunga fedina penale e aveva posato per fotografie pornografiche. Secondo una testimonianza resa molto più tardi, al processo di Norimberga, le informazioni ricevute dal commissario di polizia in pochi giorni indicavano anche che "la moglie del maresciallo von Blomberg era stata una prostituta precedentemente condannata che era stata registrata come prostituta negli archivi di sette grandi città tedesche; era negli archivi penali di Berlino. [...] Era stata anche condannata dai tribunali di Berlino per aver distribuito immagini indecenti."
Il matrimonio con una persona con una tale fedina penale violava lo standard di condotta previsto dagli ufficiali, come definito dallo stesso Blomberg, e fu uno shock per Hitler, poiché il capo della Luftwaffe Hermann Göring era stato il testimone di Blomberg e lo stesso Hitler aveva servito come testimone al matrimonio. Hitler e Göring videro lo sviluppo come un'opportunità per sbarazzarsi di Blomberg.
Hitler ordinò a Blomberg di annullare il matrimonio per evitare uno scandalo e per preservare l'integrità dell'esercito. Blomberg si rifiutò di annullare il matrimonio, ma dopo che Göring minacciò di rendere pubblico il passato di sua moglie, si dimise dai suoi incarichi il 27 gennaio 1938.

## L'affare Fritsch
Gli eventi che circondarono il matrimonio di Blomberg ispirarono Hermann Göring ed Heinrich Himmler ad organizzare una relazione simile per il comandante in capo Werner von Fritsch. Göring non voleva che Fritsch diventasse il successore di Blomberg e quindi il suo superiore. Himmler voleva indebolire la Wehrmacht e i suoi generali prevalentemente aristocratici per rafforzare le sue Schutzstaffel (SS), come concorrente dell'esercito tedesco regolare (Heer). Nel 1936, Reinhard Heydrich aveva preparato un fascicolo su Fritsch che conteneva accuse di omosessualità ed aveva trasmesso le informazioni a Hitler, ma Hitler lo aveva rifiutato ed aveva ordinato a Heydrich di distruggere il fascicolo. Tuttavia, Heydrich non lo fece. Nel 1938, Heydrich resuscitò il vecchio fascicolo su Fritsch, che venne nuovamente accusato di essere un omosessuale da Himmler. Venne riferito che Fritsch era stato incoraggiato dal generale Ludwig Beck a compiere un putsch militare contro il regime di Hitler, ma che rifiutò e si dimise il 4 febbraio 1938, per essere sostituito da Walther von Brauchitsch, che Fritsch aveva raccomandato per il posto.

## La riorganizzazione dell'esercito
Hitler sfruttò la situazione per trasferire i compiti del Ministero della Guerra (Reichskriegsministerium) ad una nuova organizzazione, il Comando Supremo delle Forze Armate (Oberkommando der Wehrmacht, o OKW), e a Wilhelm Keitel, che divenne il nuovo capo dell'OKW il 4 febbraio 1938. Ciò indebolì il tradizionale Alto Comando dell'Esercito (Oberkommando des Heeres, o OKH), che ora era subordinato all'OKW.
Hitler approfittò ulteriormente della situazione sostituendo diversi generali e ministri con uomini a lui ancora più fedeli e prese il controllo de facto più efficace della Wehrmacht, che de jure già comandava. Alcuni alti ufficiali della Wehrmacht protestarono contro i cambiamenti, in particolare il colonnello generale Ludwig Beck, che fece circolare una petizione firmata dal colonnello generale Gerd von Rundstedt e da altri.
Dopo la sconfitta fuori Mosca nel dicembre 1941, Hitler prese il comando personale delle forze armate attraverso l'OKW e si nominò comandante dell'OKH dopo che Walther von Brauchitsch venne sollevato e trasferito al comando della Riserva (Führerreserve). Hitler iniziò quindi a partecipare all'OKW, dove Keitel non osò mai opporsi a lui.

## La confutazione delle accuse contro Fritsch
Si è saputo che le accuse contro Fritsch erano false. Le informazioni nel fascicolo riguardavano infatti un Rittmeister (capitano di cavalleria), chiamato Achim von Frisch. Himmler e Heydrich continuarono a portare avanti il caso, scoprendo opportunamente un individuo, chiamato Hans Schmidt, come testimone a sostegno dell'accusa. La Wehrmacht chiese a una corte d'onore di ufficiali di esaminare l'affare Blomberg-Fritsch, come era diventato noto. I lavori vennero presieduti da Hermann Göring. Schmidt affermò di riconoscere Fritsch come un ufficiale a cui aveva assistito in un atto omosessuale in un gabinetto pubblico con un uomo, noto nella traduzione come "Bavarian Joe". Tuttavia, Schmidt venne smascherato come un famigerato criminale la cui banda berlinese si era specializzata nel ricatto di omosessuali.
I membri del corpo degli ufficiali tedesco erano sconvolti dal maltrattamento di Fritsch, e all'incontro successivo, Himmler, Göring e persino Hitler avrebbero potuto subire pressioni da parte loro, poiché il caso contro Fritsch era considerato debole. La riuscita annessione (Anschluss) dell'Austria poco dopo, tuttavia, mise a tacere le critiche. Il colonnello generale Beck si dimise il 18 agosto 1938 e il colonnello generale von Rundstedt ottenne il permesso di ritirarsi nell'ottobre 1938.
Schmidt ritirò le sue accuse contro Fritsch ed egli venne formalmente assolto il 18 marzo, ma il danno alla sua reputazione era stato fatto. Sebbene l'esercito avesse chiesto che fosse riportato alla sua precedente posizione di comandante in capo, Hitler lo nominò solo colonnello onorario di un reggimento di artiglieria. Subito dopo l'Invasione tedesca della Polonia, Fritsch stava ispezionando le truppe in prima linea attestate nella periferia nord-est di Varsavia, quando venne colpito alla coscia sinistra da fuoco polacco (di mitragliatrice o fucile), e dopo aver perso conoscenza morì sul posto.